# Coeliccia kimurai
Coeliccia kimurai är en trollsländeart som beskrevs av Syoziro Asahina 1990. Coeliccia kimurai ingår i släktet Coeliccia och familjen flodflicksländor. IUCN kategoriserar arten globalt som otillräckligt studerad. Inga underarter finns listade i Catalogue of Life.